# Jacic
Jacic (hebrejsky יָצִיץ, v oficiálním přepisu do angličtiny Yaziz, přepisováno též Yatzitz) je vesnice typu mošav v Izraeli, v Centrálním distriktu, v Oblastní radě Gezer.

## Geografie
Leží v nadmořské výšce 69 metrů na pomezí hustě osídlené a zemědělsky intenzivně využívané pobřežní nížiny a regionu Šefela, na jihovýchodním okraji aglomerace Tel Avivu.
Obec se nachází 17 kilometrů od břehu Středozemního moře, cca 24 kilometrů jihovýchodně od centra Tel Avivu, cca 36 kilometrů severozápadně od historického jádra Jeruzalému a 3 kilometry od východního okraje města Kirjat Ekron. Jacic obývají Židé, přičemž osídlení v tomto regionu je etnicky převážně židovské.
Jacic je na dopravní síť napojena pomocí místní silnice číslo 4233. Východně od vesnice probíhá dálnice číslo 6. Paralelně s ní také mošav na východě míjí železniční trať z Lodu na jih, do Beerševy.

## Dějiny
Jacic byl založen v roce 1950. Zakladateli byla skupina Židů z Libye.
Jméno obce je odvozeno od biblického citátu z knihy Izajáš 27,6: „Přijdou dny, kdy Jákob zapustí kořeny, kdy bude pučet a rozkvete Izrael a naplní tvář světa svými plody“

## Demografie
Podle údajů z roku 2014 tvořili naprostou většinu obyvatel v Jacic Židé (včetně statistické kategorie "ostatní", která zahrnuje nearabské obyvatele židovského původu ale bez formální příslušnosti k židovskému náboženství).
Jde o menší obec vesnického typu s dlouhodobě stagnující populací. K 31. prosinci 2014 zde žilo 770 lidí. Během roku 2014 populace klesla o 3,4 %.
| Rok            | 1961 | 1972 | 1983 | 1995 | 2001 | 2003 | 2004 | 2005 | 2006 | 2007 | 2008 | 2009 | 2010 | 2011 | 2012 | 2013 | 2014 |
| -------------- | ---- | ---- | ---- | ---- | ---- | ---- | ---- | ---- | ---- | ---- | ---- | ---- | ---- | ---- | ---- | ---- | ---- |
| Počet obyvatel | 548  | 600  | 438  | 518  | 732  | 732  | 778  | 818  | 838  | 867  | 843  | 724  | 741  | 744  | 752  | 797  | 770  |